# ハワイ諸島の海峡

ハワイ諸島の海峡

ハワイ諸島はさまざまな島が海を挟んで点在しており、その海を海峡（英語: Channel）と呼んでいる。

## 海峡名
北西諸島を除いて南西部の主な八島にある海峡は西から東へ次の通り。

### カウラカヒ海峡
カウラカヒ海峡（Kaulakahi Channel）はニイハウ島とカウアイ島との間にある海峡である。ハワイ諸島は北西に並んでいて、主な観光4島では一番北西に位置しているのがカウアイ島なので、海峡と呼べるものはハワイではこの海峡も一番北西になる。

### カイエイエワホ海峡
カイエイエワホ海峡（Kaʻieʻie Waho Channel）はカウアイ海峡とも呼ばれ、カウアイ島とオアフ島の間の海峡である。

### カイウィ海峡
カイウィ海峡（Kaiwi Channel）はオアフ島とモロカイ島間の海峡である。モロカイ海峡とも呼ばれる。最大水深701m。

### カロヒ海峡
カロヒ海峡（Kalohi Channel）はモロカイ島とラナイ島の間の海峡である。

### パイロロ海峡
パイロロ海峡（Pailolo Channel）はモロカイ島とマウイ島の間の海峡である。

### アウアウ海峡
アウアウ海峡（ʻAuʻau Channel）はラナイ島とマウイ島の間の海峡である。

### ケアライカヒキ海峡
ケアライカヒキ海峡（Kealaikahiki Channel）ラナイ島とカホオラヴェ島の間の海峡である。

### アララケイキ海峡
アララケイキ海峡（ʻAlalākeiki Channel）はカホオラヴェ島とマウイ島の間の海峡である。

### アレヌイハハ海峡
アレヌイハハ海峡（ʻAlenuihāhā Channel）はマウイ島とハワイ島の間にある。海峡の最も深いところで水深は1900 mで、幅は約50kmである。ここを吹く風は「じょうご現象」を起こし、その原因についてさまざまに研究が進んでいる。  アレヌイハハとはハワイ語で、「偉大な渦巻き破壊する」というような意味である。

## 海峡横断
こうした海峡を泳ぎ渡る人たちも多い 。